# Restauration mandchoue de 1917
| - Le seigneur de guerre Zhang Xun. - L'ex-empereur Qing Puyi en 1922. |

La restauration mandchoue de juillet 1917 est une tentative de restaurer la monarchie en Chine par le général Zhang Xun, dont l'armée avait investi Pékin et brièvement réinstallé le dernier empereur de la dynastie Qing, Puyi, sur le trône. La restauration ne dure que quelques jours du 1er au 12 juillet. Elle est rapidement renversée par les troupes républicaines.

## Contexte
La confrontation entre le président Li Yuanhong et le Premier ministre Duan Qirui sur la question de l'alliance avec l'Entente durant la Première Guerre mondiale et sur le fait de déclarer la guerre à l'Allemagne agite politiquement Pékin au printemps 1917.
Les gouverneurs militaires quittent Pékin après la démission de Duan Qirui et se réunissent à Tianjin en appelant les troupes des provinces à se rebeller contre Li et à prendre la capitale, malgré l'opposition de la marine et des provinces du Sud. En réponse, le 7 juin 1917, Li demande au général Zhang Xun de servir de médiateur. Zhang réclame la dissolution du parlement, ce que Li considère comme inconstitutionnel.

## Restauration
| - Les troupes républicaines attaquent la Cité interdite le 12 juillet 1917. - Les troupes républicaines escaladent le mur de la Cité interdite. - Des partisans et spectateurs monarchistes se réunissent au Temple du ciel. |

Le matin du 1er juillet 1917, le général royaliste Zhang Xun tire avantage de l'agitation présente et entre dans la capitale. Il proclame la restauration de Puyi à 4 heures du matin et ressuscite la dynastie Qing, déposée le 12 février 1912. La police de la capitale se soumet très vite au nouveau gouvernement,. Le général Xun publie plus tard un édit de restauration qui annonce faussement l'approbation du président de la République Li Yuanhong.
Durant les 48 heures suivantes, des édits sont proclamés dans le but de consolider la restauration, à l'étonnement général du public. Le 3 juillet, Li fuit le palais présidentiel avec deux de ses aides et trouve refuge dans le quartier des ambassades, d'abord à la légation française puis à l'ambassade japonaise.
Avant de se réfugier à l'ambassade japonaise, Li avait pris certaines mesures, comme de laisser le sceau impérial dans le palais présidentiel, de nommer le vice-président Feng Guozhang comme président par intérim, et de restaurer Duan Qirui dans la fonction de Premier ministre, afin de les enrôler dans la défense de la République.
Duan prend immédiatement le commandement des troupes républicaines stationnées près de Tianjin. Le 5 juillet 1917, ses troupes s'emparent du tronçon ferrée de 40 km entre Pékin et Tianjin. Le même jour, le général Zhang quitte la capitale pour rencontrer les républicains, ses forces ayant été entre-temps renforcées par des contingents mandchous. Zhang fait face à d'énormes obstacles : presque toute l'armée du Nord-Est s'oppose à lui, et il est forcé de se retirer après la prise de contrôle par les troupes républicaines des deux principales lignes ferroviaires de la capitale.
Le neuvième jour de la restauration, le général Zhang démissionne de ses fonctions, ne restant que commandant de ses troupes dans la capitale encerclée par les Républicains. La cour impériale restaurée prépare un édit d'abdication pour Puyi, mais par peur des forces royalistes de Zhang, ne le proclame pas. Elle entame des négociations secrètes avec les forces républicaines pour prévenir un assaut de la ville, en demandant même aux légations étrangères de servir de médiateur. L'incertitude du destin de la cour impériale et du général Zhang provoque l'abandon des négociations. Les généraux républicains annoncent une attaque générale des positions tenues par les monarchistes au matin du 12 juillet.
L'attaque commence le jour suivant. Les troupes royalistes se retranchent dans le Temple du ciel. Peu de temps après le début des combats, les négociations reprennent, et les royalistes abandonnent leurs positions. Le général Zhang, consterné, fuit vers le quartier des légations étrangères. Après sa fuite, les troupes royalistes demandent un cessez-le-feu, qui est immédiatement accepté.

## Conséquences
L'échec militaire des troupes royalistes laisse la cour des Qing et la famille impériale dans une position précaire et le gouvernement républicain devient très suspicieux envers la dynastie.
Le président Li refuse de revenir à son poste, le laissant entre les mains de Feng Guozhang,. Le départ de Li permet à Duan de parvenir à la tête du gouvernement et, un mois après la reprise de la capitale, le 14 août 1917, la Chine déclare la guerre à l'Allemagne comme Duan l'avait initialement souhaité, sans opposition de Li. 
Son retrait mène au renforcement des cliques militaires du nord de la Chine et laisse le gouvernement central, déjà fragilisé, entre les mains des cliques du Zhili et de l'Anhui dominées par Duan. La faiblesse du gouvernement central mène à une plus grande division de la Chine durant l'époque des seigneurs de la guerre et le gouvernement rival de Sun Yat-sen gagne en popularité et en soutien dans le Sud.